# RTÉ Radio 1
RTÉ Radio 1 (irlandès: RTÉ Raidió 1) és el principal canal de ràdio de l'emissora de serveis públics irlandesos Raidió Teilifís Éireann i és el descendent directe de l'estació de ràdio 2RN de Dublín, que va començar a emetre regularment l'1 de gener de 1926. L'emissora és un rar exemple modern de canal de ràdio mixta, que ofereix un ampli espectre de programacions basades principalment en la parla, però també inclou una bona quantitat de música.
El pressupost total de l'estació el 2010 va ser de 18,4 milions d'euros. És l'emissora de ràdio més escoltada d'Irlanda.

## Història
El Departament de Correus i Telègrafs va obrir 2RN, la primera estació de ràdio irlandesa, l'1 de gener de 1926. L'estació 6CK, un relé de 2rN a Cork, es va unir a l'estació de Dublín el 1927, i un transmissor d'alta potència a Athlone al comtat de Westmeath fou inaugurat el 1932. A partir d'aquesta última data, les tres emissores van passar a anomenar-se Radio Athlone, més tard foren reanomenades Radio Éireann el 1937. Com la majoria de les petites estacions nacionals europees en aquell moment, Radio Éireann va intentar satisfer tots els gustos en un canal únic. Va emetre una programació mixta d'entreteniment lleuger i més elevatss, programació en llengua irlandesa i xerrades. Ràdio Éireann també va portar programes patrocinats, sovint produïts per la Companyia Internacional de Radiodifusió de Leonard Plugge, que tendia a ser més popular que la programació realitzada directament per la mateixa Radio Éireann.
Funcionant com a part del servei civil fins al 1960, la Llei de la radiodifusió de 1960 va transferir l'emissora a una corporació legal, també anomenada Radio Éireann, per preparar-se per al llançament de la seva emissora de televisió germana. El nom de la corporació es va canviar a Radio Telefís Éireann el 1966. Com a conseqüència, l'emissora va passar a anomenar-se RTÉ Radio. L'estació també va iniciar la transmissió en FM el 1966. El 1971 l'emissora va començar el pas gradual des del GPO al carrer O'Connell al centre de Dublín al nou edifici construït a propòsit, Radio Centre a Donnybrook. Quan el 1979 RTÉ va establir una nova emissora de rock i pop amb el nom de RTÉ Radio 2 (ara RTÉ 2fm), el canal original RTÉ Radio fou reanomenat com a RTÉ Radio 1.
El 1973 va començar The Gay Byrne Hour, i esdevingué The Gay Byrne Show el 1979. Aquesta va ancorar el programa diari del matí de l'estació fins al 1998. El 3 de novembre de 1984 van començar a emetre els programes d'actualitat Morning Ireland i Today at Five. El primer és ara el programa insígnia de RTÉ News and Current Affairs a la ràdio, mentre que el segon ha evolucionat a l'actual programa Drivetime a través de Five Seven Live.

## Recepció
Actualment, RTÉ Radio 1 està disponible a Irlanda en 88-90 MHz FM i en ona llarga de 252 kHz (LW). La versió LW de Radio 1, que també es pot rebre a tot el Regne Unit i algunes parts d'Europa occidental, és també l'únic servei de ràdio RTÉ disponible a algunes parts d'Irlanda del Nord des del tancament d'Onda Mitjana.
Les emissions en DAB de l'emissora van començar a l'est del país (des dels transmissors de gran potència de Clermont Carn i Three Rock Mountain a través del transmissor RTÉ DAB Multiplex) l'1 de gener de 2006. RTÉ DAB està disponible a la plataforma Saorview. Els oients del Servei d'Anglès per a Europa i el Servei d'Anglès per a Amèrica del Nord de WRN també poden escoltar una selecció de programes de RTÉ Radio 1. RTÉ Radio 1 es transmet en ona curta en DRM durant esdeveniments específics, incloses les finals d'All Ireland. RTÉ va realitzar proves de DRM en la seva freqüència d'ona llarga de 252 kHz.
El senyal d'interval de lemissora des del 1936 ha estat l'aire O'Donnell Abú, tot i que des de l'arribada de la retransmissió de 24 hores el 1997, la sintonia s'ha interpretat només com a preludi de l'inici de la retransmissió en directe del dia a les 5.30 hores.
L'emissora emet els dies laborables entre les 5:30 i les 15:00 i els caps de setmana de 6 a 14 hores. Per les nits Radio 1 retransmet la sortida del canal digital d'èxits 'clàssics' RTÉ Gold.

### Ona llarga 252
La versió LW de Ràdio 1 que va començar el 2004, que també es pot rebre a tot el Regne Unit i algunes parts d'Europa occidental, i que es transmet amb la freqüència de 252 kHz que abans utilitzava l'estació de ràdio Atlantic 252, difereix en certs aspectes de l'emissió en FM, particularment el cap de setmana, amb una important cobertura esportiva i programació religiosa. El servei LW s'havia de retirar el dilluns 27 d'octubre de 2014 per motius de cost. Tot i això, RTÉ va anunciar posteriorment que havia ajornat el tancament fins al 19 de gener de 2015 "per tal d'assegurar-se que els oients, particularment al Regne Unit, tinguessin el temps suficient per entendre i aprofitar les alternatives". Com a resultat d'una pressió pública més gran, especialment per part d'oients irlandesos d'edat avançada a Gran Bretanya, esglésies, GAA, grups d'emigrants i oients d'Irlanda del Nord, que no tots no tindrien accés a RTÉ a FM o DAB, es va anunciar el desembre de 2014 que la freqüència 252 es mantindria almenys fins al 2017, i el març del 2017 que aquesta transmissió en ona llarga continuaria fins al juny del 2019.
Actualment, RTÉ opera 252 LW a un nivell de potència notablement inferior al de la seva ITU amb 500 quilowatts: en diürn irradia a 150 kW i a la nit a 60 kW. Aquesta reducció de potència significa que la interferència de l'estació de parla francesa Alger Chaîne 3, emissora en la mateixa freqüència des de Tipaza amb una potència diürna de 1500 kW i 750 kW a la nit, és considerable i afecta especialment la recepció de RTÉ Radio 1 a l'ona llarga a la costa sud d'Irlanda de nit.

### Tancament de les freqüències d'ona mitjana
Els transmissors d'ona mitjana de RTÉ Radio 1 es van apagar a les 15:00 el 24 de març del 2008. El transmissor principal tenia la seva seu a Tullamore i emitia a 567 kHz. També va estar en servei un relé de menor potència a Cork a 729 kHz. Abans del 1975, el servei de 612 kHz (llavors 611 kHz) es va originar a Athlone a 490 metres Les transmissions en AM continuaren en ona llarga 252 kHz des de Summerhill, Co. Meath, dirigit a servir els irlandesos que vivien a Gran Bretanya i utilitza l'antic emissor Atlàntic 252. El 2007 es va instal·lar un nou transmissor telefunken de 300kw capaç d'emissions de DRM (Digital Radio Mondiale) que poden transmetre fins a 7 serveis de qualitat gairebé fm, però no es fabriquen receptors pels consumidors. La potència es pot regular de forma remota en aquest transmissor basat en transistors. Els 2 transmissors originals de 1989 eren fabricats per electrònica continental, cada 300 kw i basats en tub. Perquè només hi ha un transmissor de 300 kw, la potència màxima possible és de 300 kw, tot i que el lloc té una llicència de 500 kw i 24 hores. Des del tancament, els programes Second Helpings el cap de setmana s'han limitat només a les emissions digitals. La majoria de les queixes pel tancament d'onades mitjanes van ser de grups com els pescadors i la gent gran, així com persones que no tenien la banda d'ona llarga a les seves ràdios.
Una part de la raó de tancar l'ona mitjana i utilitzar l'ona llarga per accedir als oients en llocs difícils d'arribar a Irlanda i el Regne Unit, va ser que la recepció seria millor en llocs com el sud d'Anglaterra i Londres, que en el passat tenien una cobertura molt deficient de RTÉ en ona mitjana.

### Satèl·lit
El servei FM també és disponible online i des del satèl·lit Astra 2E a 28.2° Est sl transponder 7 (11.836 GHz horitzontal, velocitat de símbol 27500, FEC 5/6, servei ID 9611), canal Freesat 750, canal Sky 0160 i canal Virgin Media 917.